# Wassili Iwanowitsch Rakow

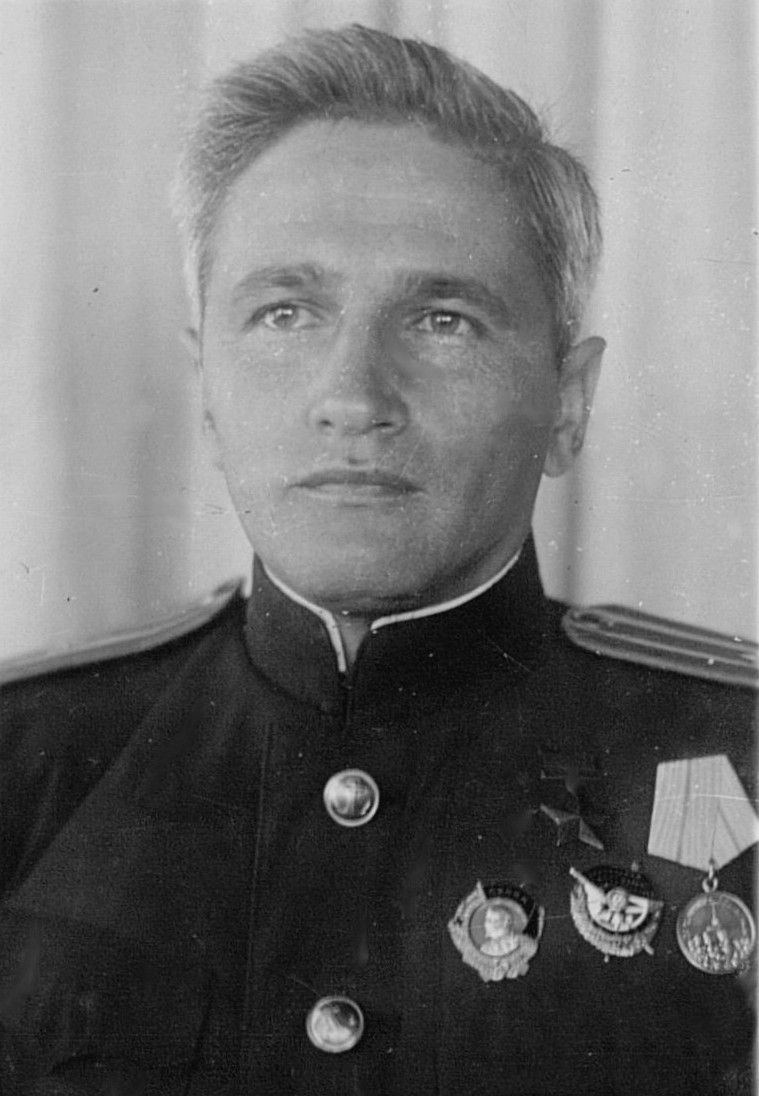
Wassili Rakow

Wassili Iwanowitsch Rakow (russisch Василий Иванович Раков; * 26. Januarjul. / 8. Februar 1909greg. in Sankt Petersburg; † 28. Dezember 1996 ebenda) war ein sowjetischer Pilot und zweifacher Held der Sowjetunion.

## Leben
Rakow trat 1928 mit dem Ziel, Pilot zu werden, in die Rote Armee ein und besuchte ein Jahr später die militärtheoretische Schule der Luftstreitkräfte in Leningrad, die er 1929 abschloss. 1930 absolvierte Rakow die Militärfliegerschule in Katschinsk und 1931 die Marinefliegerschule in Sewastopol. Anschließend wurde er zu den Seefliegern der Baltischen Rotbannerflotte versetzt. Dort wurde er 1932 Mitglied der Kommunistischen Partei.
1938 wurde Rakow zum Staffelführer befördert. Bei Beginn des Winterkrieges befehligte er eine Staffel des 57. BAP (Bombenfliegerregiment) im Baltikum. Im Verlauf der Kämpfe wurde ihm im Range eines Hauptmanns am 7. Februar 1940 erstmals der höchste sowjetische Orden Held der Sowjetunion verliehen. Nach Beendigung des Konfliktes besucht Rakow als Hospitant die Marineakademie und beendete sie 1942.
Inzwischen hatte der Krieg mit dem Deutschen Reich begonnen und Rakow wurde wieder Staffelführer bei der Baltischen Rotbannerflotte. Dort stieg er bis zum Kommandeur einer Fliegerbrigade auf. Von 1942 bis 1943 wurde Rakow zur Schwarzmeerflotte nach Sewastopol versetzt, wo er als stellvertretender Kommandeur die 3. Selbstständige Sewastopoler Fliegergruppe befehligte.
Im Januar 1944 schließlich kam Rakow als stellvertretender Kommandant eines Regiments der 9. Schlachtfliegerdivision wieder ins Baltikum. Im Mai avancierte er, inzwischen Oberstleutnant, zum Befehlshaber des mit Pe-2 ausgerüsteten 12. Garde-Sturzbombenfliegerregiments und blieb es bis Februar 1945. In dieser Funktion befehligte er am 16. Juli 1944 den Angriff auf das deutsche Flak-Schiff Niobe, der die aufwendigste Operation der Baltischen Seeflieger während des Krieges darstellte. Die Niobe wurde bei dem Angriff versenkt. Rakow wurde anschließend am 22. Juli zum zweiten Mal zum Held der Sowjetunion ernannt.
Nach Kriegsende ging Rakow auf die Generalstabsakademie in Moskau und schloss sie 1946 ab. Anschließend hatte er mehrere Kommandoposten bei der Seekriegsflotte inne. Von November 1948 bis zu seinem Ruhestand im Februar 1970 arbeitete Rakow an der Seekriegsakademie in Leningrad. Ab 1952 war er Leiter eines Lehrstuhls und promovierte 1967 zum Doktor, zwei Jahre später zum Professor der Seekriegswissenschaften. In seinen letzten zwei Arbeitsjahren, von Februar 1970 bis August 1971, wirkte Rakow als Professor-Konsultant im Wissenschaftlichen Rat.
Rakow ist Autor mehrerer Bücher, unter anderem schrieb er über seine Kriegserlebnisse Flügel über dem Meer (Russisch Крылья над морем), das 1974 erschien. Er war zweifacher Träger des Leninordens sowie dreifacher Träger des Rotbannerordens.
In Sankt Petersburg wurde eine Bronzebüste Rakows aufgestellt.